# Ihor Klymenko
Ihor Volodymyrovytch Klymenko (en ukrainien : Ігор Володимирович Клименко), né le 25 octobre 1972 à Kiev, est un homme politique ukrainien. Il est chef de la Police nationale de 2019 à 2023 et ministre de l'Intérieur depuis le 18 janvier 2023 (par intérim puis en titre le 7 février suivant).

## Biographie

### Études
Il est diplômé de l'université militaire de Kharkiv puis de l'université d'Odessa ainsi que de l'université d'État de Dnipropetrovsk. En 2019, il obtient un doctorat en sciences psychologiques avec une thèse intitulée : Théorie et pratique de l'accompagnement psychologique de la formation professionnelle des policiers.

### Carrière
De 1994 à 1997, il est chef de calcul dans une brigade de missiles du 8e corps d'armée.

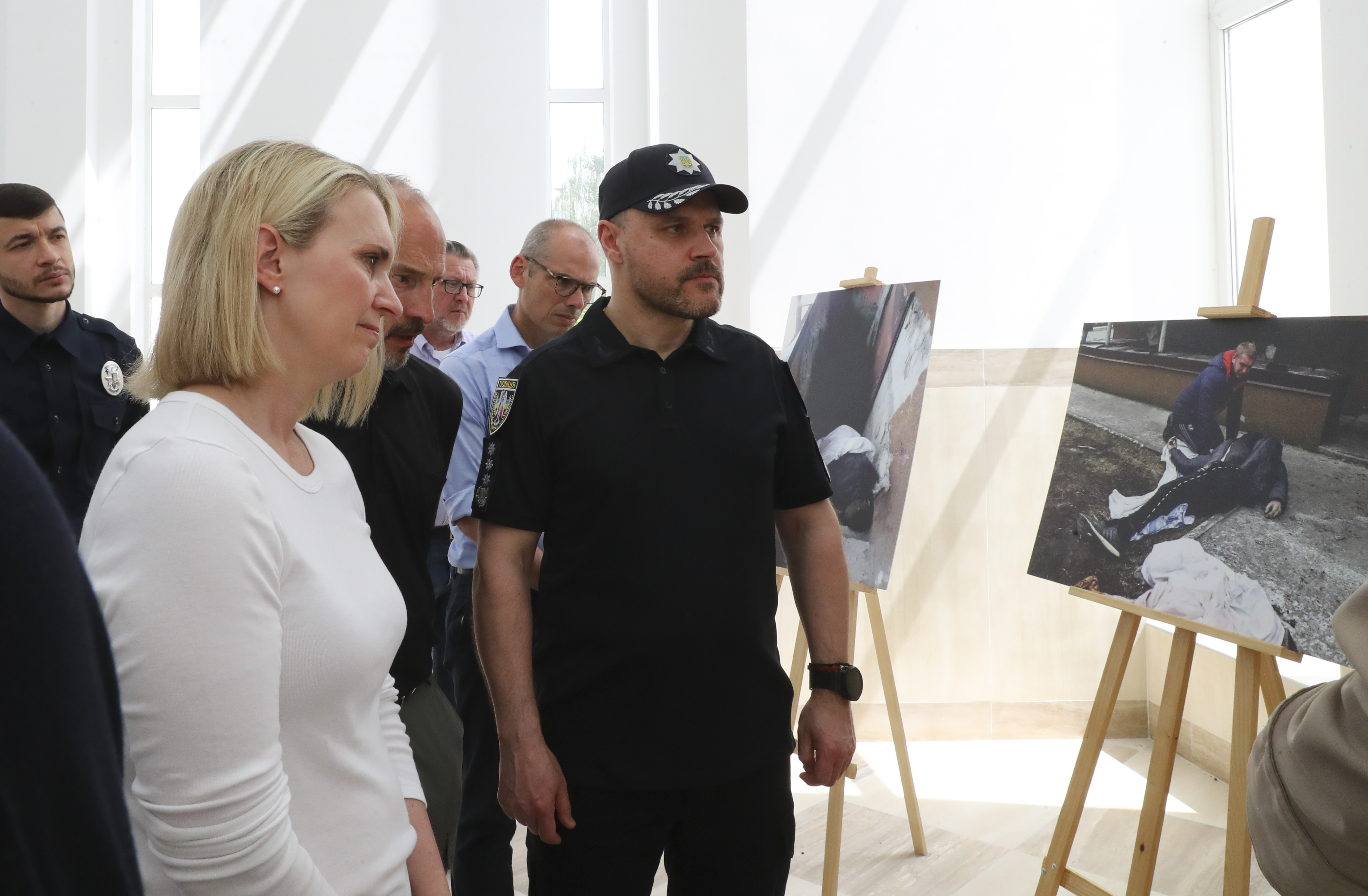
Le 7 juin 2022 à Boutcha avec Bridget Brink, ambassadrice des États-Unis

Il poursuit sa carrière dans la police ukrainienne, dont il prend la direction le 25 septembre 2019. Il est nommé général de police de rang 1 en 2021, puis de rang 2.
Le 18 janvier 2023, il est nommé ministre de l'Intérieur par intérim en remplacement de Denys Monastyrsky, mort dans un accident d'hélicoptère. Le 7 février suivant, sa nomination est entérinée par un vote du Parlement par 321 voix.
Il continue d'occuper cette fonction dans le gouvernement Svyrydenko, à partir de juillet 2025.